# Clarence Newton
Clarence Henry "Chris" Newton (Toronto, 3 de febrer de 1899 - Toronto, 23 d'octubre de 1979) va ser un boxejador canadenc que va competir en els anys posteriors a la Primera Guerra Mundial.
El 1920 va prendre part en els Jocs Olímpics d'Anvers, on guanyà la medalla de bronze de la categoria del pes lleuger, del programa de boxa.